# ЭР30
ЭР30 (Электропоезд Рижский, 30-й тип) — проект электропоезда постоянного тока с тиристорно-импульсной системой управления (ТИСУ), разработанный Рижским вагоностроительным заводом (РВЗ) в конце 1985 года.

## История проекта

### Предпосылки к появлению
Попытки перехода с реостатно-контакторной системы управления (РКСУ) на тиристорно-импульсную (ТИСУ) советская промышленность пробовала уже в 1960-е годы. Так как в Советском Союзе в это время ещё отсутствовал опыт применения на электропоездах и электровозах мощных преобразователей на полупроводниковых приборах (были лишь преобразователи, выполненные на лампах), то было решено для начала опробовать систему с импульсным межступенчатым регулированием. При такой схеме регулирования пуск тяговых электродвигателей (ТЭД) осуществляется за счёт пусковых реостатов, но они закорачиваются не с помощью контакторов реостатного контроллера, а с помощью управляемых полупроводниковых приборов (тиристоров). По такой схеме в депо Засулаукс (Прибалтийская железная дорога) в 1967 году был оборудован моторный электровагон серии ЭР2 № 44808. При этом на данном электровагоне импульсное межступенчатое регулирование было применено не только для регулирования пускового сопротивления, но и для ослабления возбуждения ТЭД. К данному моторному вагону был прицеплен головной (№ 837), после чего секции присвоили обозначение серии ЭР2и (с импульсным регулированием). От серийных ЭР2 на опытной электросекции были сохранены пусковые резисторы, реостатный контроллер и ряд других электрических аппаратов. Испытательные поездки секции подтвердили её работоспособность. В 1971 году данный принцип работы преобразователя был ещё раз опробован на одном из электропоездов серии ЭР22, а затем его стали использовать на скоростных электропоездах ЭР200 (строились с 1974 года). Саму опытную электросекцию ЭР2и в 1972 году переоборудовали по схеме электропоездов серии ЭР2т с широтно-частотными преобразователями. Последние после этого также получили обозначение серии ЭР2и. Это было дальнейшим развитием схемы с импульсным регулированием: здесь была уже полная замена контакторно-реостатного пуска бесконтактным импульсным. По этой схеме пуск электропоезда осуществляется за счёт плавного регулирования напряжения на зажимах ТЭД. При этом отпадает необходимость в такой промежуточной схеме соединения ТЭД, как последовательная (все четыре ТЭД соединены последовательно в одну цепь), также при такой схеме было возможно применять рекуперативное торможение. Примерно в это же время в Московском энергетическом институте (МЭИ) на кафедре «Электрический транспорт» были начаты работы по применению на таких же обычных ЭР2 частотно-импульсных преобразователей. Сотрудники этой кафедры разработали частотно-импульсную систему, которую планировалось установить на электропоезд. Используя эту систему, в оду проектно-конструкторским бюро локомотивного хозяйства Министерства путей сообщения был разработан проект, по которому в 1970 году на Московском локомотиворемонтном заводе были переоборудованы 6 из 10 вагонов электропоезда ЭР2-559. Доработанный состав также был обозначен ЭР2и. В период с 1971 по 1973 год электропоезд совершал периодические опытные поездки, в которых проверялась работа электрооборудования, в том числе и в режиме рекуперативного торможения. Однако вскоре МЭИ прекратил испытания электропоезда. Это связано с тем, что он был лишь макетом для проверки работоспособности такой системы.

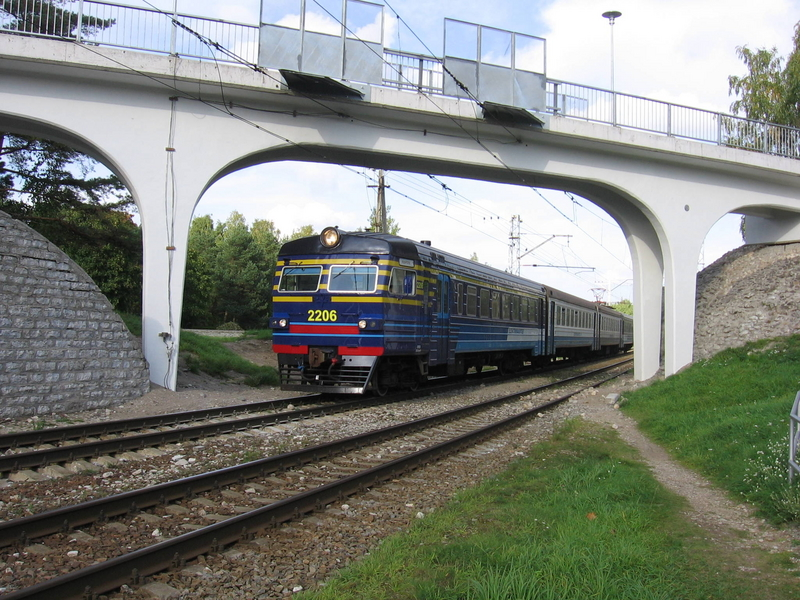
Электропоезд ЭР2С. Вид на вагон № 2206 (бывший ЭР12-600309)

Используя опыт эксплуатации в 1970—1973 годах электропоездов ЭР2, дооборудованных статическими преобразователями, в сентябре 1976 года РВЗ изготовил 10-вагонный электропоезд ЭР12-6001 с тиристорно-импульсными преобразователями. На данном электропоезде механическая часть, ТЭД (была лишь улучшена их изоляция, отчего ТЭД получили наименование 1ДТ-006), вспомогательные машины и тормозное оборудование были такими же, как на ЭР2. Пуск электропоезда производился с помощью двухфазных тиристорных преобразователей с широтно-импульсным регулированием. Эти преобразователи были изготовлены на Таллинском электротехническом заводе и размещались под моторными вагонами. Плавное регулирование напряжения на зажимах ТЭД позволило поднять уставку пускового тока (с 190 до 220 А), а следовательно и увеличить ускорение поезда (с 0,57 до 0,71 м/с²). В 1981 году РВЗ изготовил ещё два поезда с преобразователями изменённой конструкции: шестивагонный ЭР12-6002 и четырёхвагонный ЭР12-6003. Все три поезда прошли испытания и эксплуатировались в Эстонии. Однако серийное производство налажено не было, а в середине 1990-х годов все электропоезда ЭР12 были переоборудованы фактически в обычные ЭР2.
Тем не менее, уже в 1980-х годах были начаты работы по созданию электропоездов нового семейства с длиной кузова вагона 21,5 м и увеличенными тамбурами, в которое, в частности, должны были войти ЭР30 и его аналог для линий переменного тока ЭР29.

### Результаты работ
В результате проведённых работ по состоянию на 1985 год был спроектирован и построен опытный образец электропоезда ЭР29, а в декабре 1985 года был завершён технический проект ЭР30. Помимо РВЗ, в разработке электропоезда ЭР30 были задействованы Рижский филиал ВНИИВ, Рижский электромашиностроительный завод (РЭЗ), Таллинский электротехнический завод (ТЭЗ). Конструкция вагонов ЭР30 максимально унифицирована с узлами ЭР29, за исключением электрооборудования поезда. Применены многие узлы и решения, хорошо зарекомендовавшие себя на серийных изделиях. Была оставлена ранее использовавшаяся система вентиляции пассажирских помещений, значительная часть пневмооборудования и элементы моторной тележки и тому подобное.
В 1989 году был завершён очередной этап испытаний опытного образца электропоезда ЭР29, после чего в этом же году была проведена его доработка. В следующем году проводились тягово-энергетические испытания, а в середине 1991 года электропоезд был введён в опытную эксплуатацию. Однако сложившаяся в связи с распадом СССР тяжёлая экономическая ситуация в его бывших республиках привела к тому, что опытный ЭР29 остался в единственном экземпляре, а проект ЭР30 так и не был реализован.

## Общие сведения
Электропоезд ЭР30 спроектирован для пассажирских перевозок на электрифицированных линиях колеи 1520 мм с напряжением 3000 В постоянного тока.

### Составность
Поезд формируется из вагонов трёх типов — прицепных головных с кабинами управления (Пг), моторных промежуточных (Мп) и прицепных промежуточных (Пп). Предусмотрено формирование составов по принципу двухвагонных электросекций, каждая из которых включает один вагон Мп и один Пг или Пп; при этом возможно добавление дополнительного вагона Пп в одну из секций при достаточном количестве вагонов. Композиции с чётным количеством вагонов (от 4 до 12) состоят из равного числа моторных и прицепных вагонов, то есть составляются по формуле (Пг+Мп)+0..4×(Пп+Мп)+(Мп+Пг). Композиции с нечётным количеством вагонов (9 либо 11) получаются добавлением вагона Пп соответственно в восьми- и десятивагонную схему.
Кроме того, предусмотрена эксплуатация двух поездов в одном составе по системе многих единиц, при которой электрические цепи сцеплённых друг с другом головных вагонов соединяются вручную с помощью кабелей. При этом каждый поезд в таком составе может иметь только стандартную (см. выше) композицию из четырёх или шести вагонов, то есть общее количество вагонов в составе 8, 10 или 12.
Основная составность — 11-вагонная, с общей композицией 2Пг+5Мп+4Пп.

### Технические характеристики
Основные параметры электропоезда основной составности и вагонов:
| Параметр                                 | Параметр                                 | Вагон Пг | Вагон Мп   | Вагон Пп | Электропоезд |
| ---------------------------------------- | ---------------------------------------- | -------- | ---------- | -------- | ------------ |
| Габарит по ГОСТ 9238                     | Габарит по ГОСТ 9238                     | Т        | Т          | Т        | Т            |
| Длина по осям сцепок, мм                 | Длина по осям сцепок, мм                 | 22 188   | 22 086     | 22 086   | 243 150      |
| Ширина дверного просвета, мм             | Ширина дверного просвета, мм             | 1250     | 1250       | 1250     | ——           |
| Количество дверей                        | Количество дверей                        | 2×2      | 2×2        | 2×2      | 2×22         |
| Диаметр новых колёс по кругу катания, мм | Диаметр новых колёс по кругу катания, мм | 950      | 1 050      | 950      | ——           |
| Масса тары, т                            | Масса тары, т                            | 44,2     | 60,3       | 41,0     | 553,9        |
| Число сидячих мест                       | Число сидячих мест                       | 86       | 116        | 116      | 1216         |
| Скорость, км/ч                           | конструкционная                          | 130      | 130        | 130      | 130          |
| Скорость, км/ч                           | максимальная эксплуатационная            | 120      | 120        | 120      | 120          |
| Среднее ускорение (до 60 км/ч), м/с²     | Среднее ускорение (до 60 км/ч), м/с²     | 0,71     | 0,71       | 0,71     | 0,71         |
| Среднее замедление (с 80 км/ч), м/с²     | Среднее замедление (с 80 км/ч), м/с²     | 0,65     | 0,65       | 0,65     | 0,65         |
| Передаточное число редуктора             | Передаточное число редуктора             | ——       | 3,95       | ——       | ——           |
| Мощность, кВт                            | часового режима                          | ——       | 280×4=1120 | ——       | 1120×5=5600  |
| Мощность, кВт                            | длительного режима                       | ——       | 233×4=932  | ——       | 932×5=4660   |

## Конструкция

### Механическое оборудование
Как уже было сказано выше, механическая часть электропоезда ЭР30 выполнена аналогично серии ЭР29. Основное отличие электропоездов ЭР29 и ЭР30 от серийных модификаций серий ЭР2 и ЭР9 состоит в увеличении длины кузова до 21,5 м и ширины проёма входных дверей до 1250 мм, что делает посадку и высадку при большом пассажиропотоке более удобными. Вагоны оснащены комбинированными выходами, позволяющими осуществлять посадку и высадку пассажиров как при высоких, так и при низких платформах. На ЭР30 предполагалось применить новый компрессор с производительностью 1 м³/мин.

### Электрооборудование
Для моторных вагонов электропоезда ЭР30 был разработан новый ТЭД (обозначенный 1ДТ.13) с мощностью часового режима 280 кВт. По этому показателю он превосходит ТЭД типа 1ДТ.003.4 электропоезда ЭР2Р на 16%, при меньшей на 10% массе ТЭД.
Все четыре ТЭД вагона Мп соединены последовательно (при номинальном напряжении на каждом 750 В). Для регулирования напряжения и силы тока якорей ТЭД в схему включён специальный преобразователь. Его охлаждение предполагалось осуществлять набегающими потоками воздуха при движении. Тиристорно-импульсный преобразователь (ТИП) осуществляет плавное регулирование и возбуждение ТЭД в режимах пуска и электрического торможения. Он же отвечает за своевременное отключение тока в цепи ТЭД для обеспечения функционирования коммутационных аппаратов. В зависимости от уровня напряжения на токоприёмнике при электрическом (рекуперативно-реостатном) торможении происходит плавное перераспределение электроэнергии между тормозными резисторами и контактной сетью.
ТИП, а также многие современные для того времени технические решения позволили исключить из проекта ЭР30 ряд электроаппаратов с подвижными частями (силовой контроллер, тормозной переключатель и другие), что упрощает их техническое обслуживание и уменьшает объём их текущего ремонта. Ожидалось резкое снижение (а в некоторых случаях полное исключение) токовой нагрузки при оперативных отключениях силовых контакторов, что, в свою очередь, положительно влияет на показатели надёжности электропоезда.
Для повышения надёжности также были введены дополнительные устройства и решения. Например, для борьбы с юзом и боксованием в схеме задействованы электронные противоюзно-противобоксовочные устройства, анализирующие по параметрам электросхемы появление юза и боксования колёсных пар и воздействующие соответствующим образом на схему управления поездом.
Рекуперативное торможение согласно проекту могло осуществляться в автоматическом режиме. Кроме того, предусмотрена возможность совместного применения рекуперативного торможения поезда при одновременном электропневматическом торможении вагонов Пп и Пг. В систему управления была заложена возможность поддержания постоянного ускорения и замедления состава в диапазоне наибольших пусковых и тормозных усилий.

### Оснащение салона и кабины машиниста
Оснащение пассажирского салона ЭР30 во многом аналогично другим электропоездам РВЗ. Кресла расположены по схеме 3+3 с каждого борта вагона. Эргономическая схема кабины машиниста была доработана. Здесь предполагалось установить систему кондиционирования воздуха, способную в летнее время обеспечивать температуру в кабине ниже наружной на 11 °C. Также были проработаны цветовые решения оформления интерьера салона и кабины машиниста.

## Сходные модели
Первым из реализованных проектов нового семейства стал вышеупомянутый электропоезд ЭР29, также имеющий ТИСУ и практически одинаковую механическую часть, то есть аналог электропоезда ЭР30, но уже для линий переменного тока.
Помимо вышеупомянутых ЭР29 и ЭР30, существуют и другие разработки электропоездов, использующих аналогичную механическую часть (кузова вагонов). Параллельно с этой парой на РВЗ шли работы по созданию электропоезда постоянного тока ЭР24 с РКСУ, но с аналогичными кузовами. Ни одного ЭР24 построено не было, но по этому проекту (после доработки его электрической схемы) на Демиховском машиностроительном заводе (ДМЗ) был создан электропоезд ЭД2Т. Через несколько лет после появления ЭД2Т на ДМЗ был разработан электропоезд ЭД4, отличающийся от ЭД2Т только электрооборудованием (российского производства вместо латвийского).
Через два года после создания электропоезда постоянного тока ЭД2Т на ДМЗ был создан его аналог для линий переменного тока. Электрооборудование этого поезда, обозначенного ЭД9Т, являлось доработанным комплектом электропоезда ЭР9Т (параллельно применялось на ЭР9ТМ); механическая часть больших изменений не претерпела.

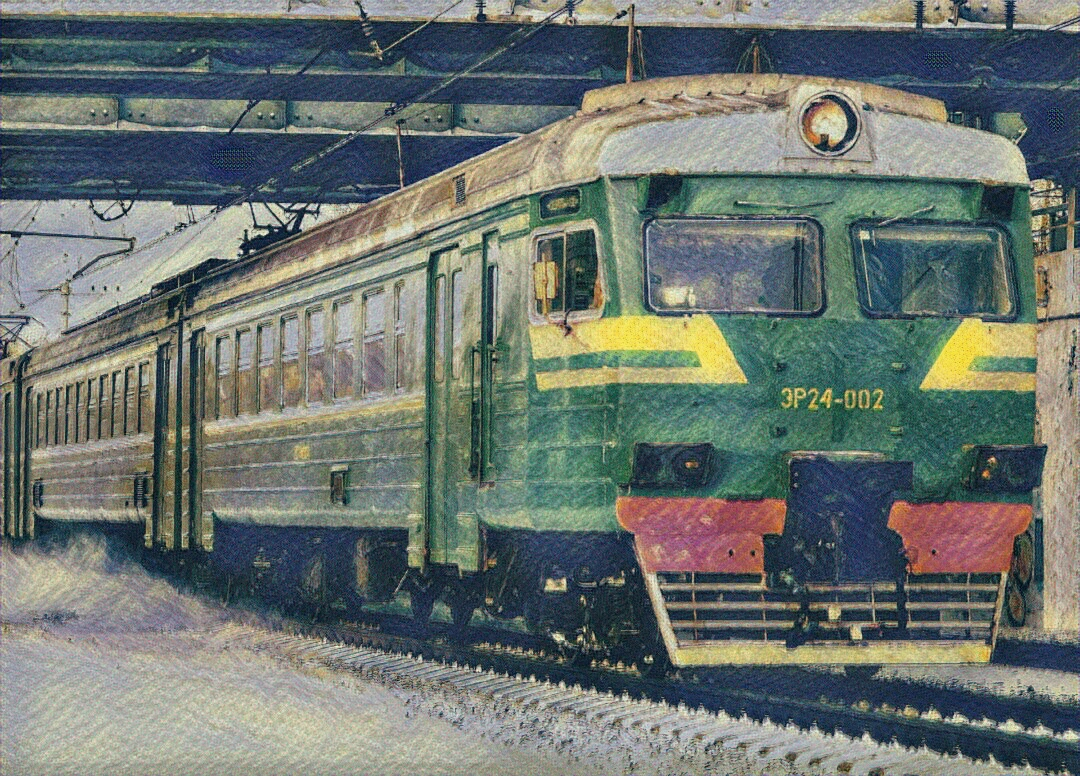
Эскиз внешнего вида ЭР24
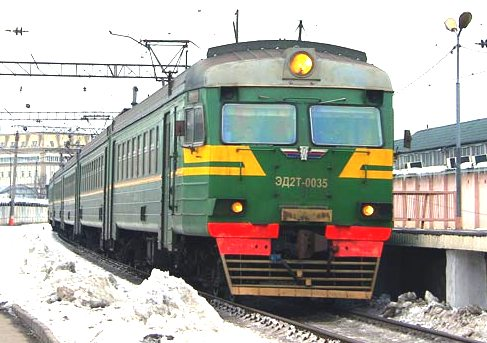
ЭД2Т-0035 в заводской окраске позднего варианта
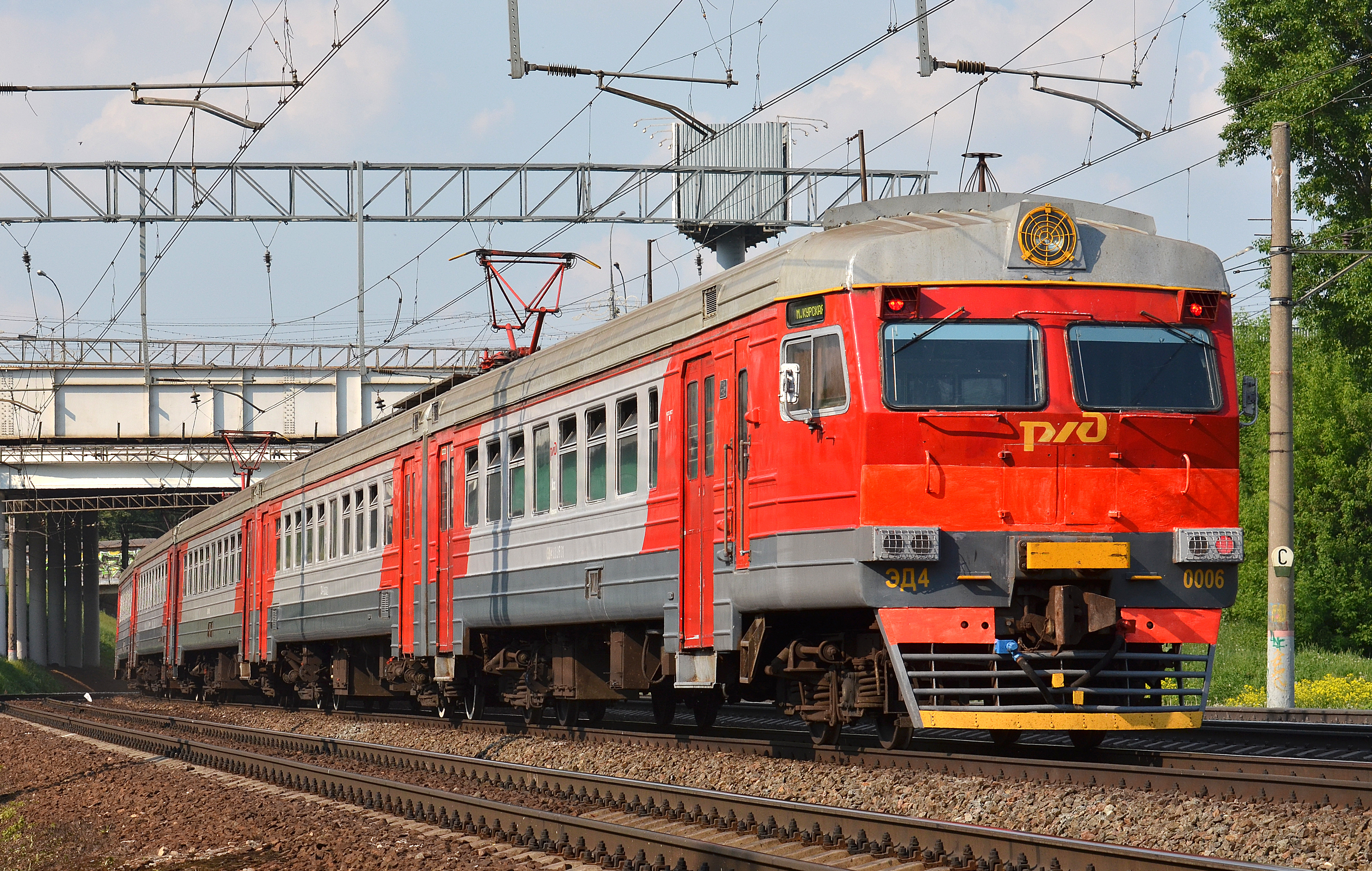
ЭД4-0006 в корпоративной окраске ОАО «РЖД»
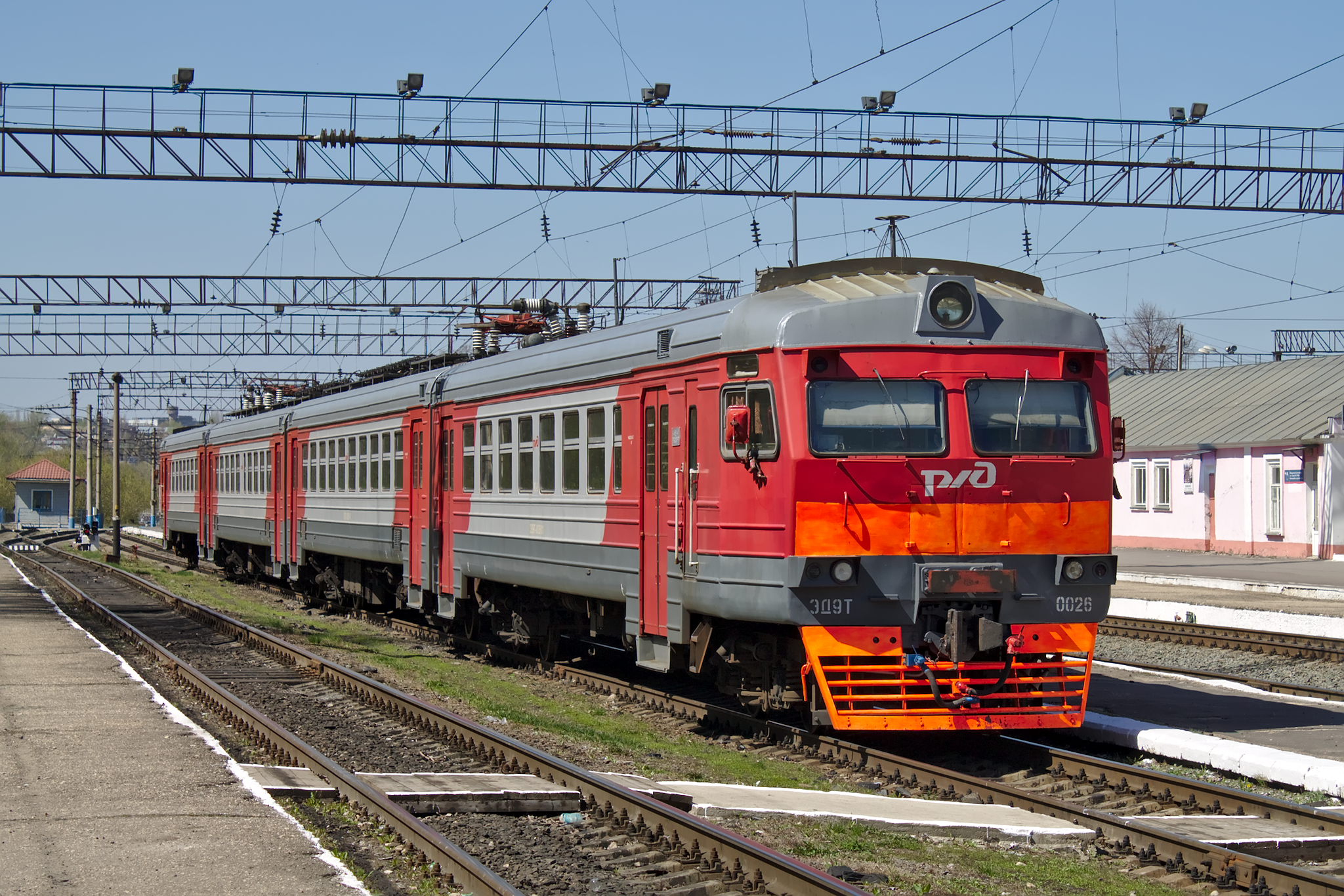
ЭД9Т-0026 в корпоративной окраске ОАО «РЖД»

### Комментарии
1. ↑  Высокая платформа — платформа, высота которой над уровнем головки рельса (УГР) составляет 1100 мм. Средняя платформа — платформа, высота которой над УГР составляет 550 мм. Низкая платформа — платформа, высота которой над УГР не более 200 мм[6].